# Бігаш (Кокпектинський район)
Біга́ш (каз. Биғаш) — село у складі Кокпектинського району Абайської області Казахстану. Адміністративний центр Бігаського сільського округу.
Населення — 334 особи (2021; 592 у 2009, 823 у 1999, 1630 у 1989).
Національний склад станом на 1989 рік:
- казахи — 100 %

У радянські часи село називалось також Бігач.